# Rameau stapédien de l’artère tympanique postérieure
Le rameau stapédien de l'artère tympanique postérieure est une petite artère systémique de la tête. Elle vascularise le muscle stapédien de l'oreille interne.

## Origine
Le rameau stapédien nait généralement du segment terminal de l'artère tympanique postérieure et est le reliquat de l'artère stapédienne embryonnaire.

### Artère stapédienne
L'artère stapédienne est normalement présente chez le fœtus où elle relie ce qui va devenir les artères carotides externe et interne. Partie du système de l'artère carotide, il provient de la branche dorsale de l'arc aortique. Sa branche supraorbitaire supérieure devient l'artère méningée moyenne, tandis que ses branches infraorbitaire et mandibulaire fusionnent avec l'artère carotide externe et deviennent plus tard l'artère maxillaire interne. Son tronc s'atrophie et est remplacé par des branches de l'artère carotide externe.
Dans de rares cas, la structure embryonnaire est toujours présente après la naissance, auquel cas on parle d'artère stapédienne persistante (PSA). Bien que la prévalence de cette anomalie soit inconnue, des études estiment qu'elle est présente chez 1 personne sur 5 000.

## Trajet
Le rameau stapédien de l'artère tympanique postérieure se dirige en avant et en dedans vers l'étrier pour vasculariser le muscle stapédien.

## Anatomie comparée

### Chez les autres mammifères
Les structures homologues à l'artère stapédienne chez l'homme et d'autres primates peuvent être dérivées d'un schéma primitif hypothétique similaire à celui trouvé chez les rongeurs primitifs : l'artère stapédienne pénètre dans la fosse crânienne moyenne et se divise en divisions antérieure et inférieure de la branche supérieure et de la branche inférieure. La branche inférieure a été perdue dans les strepsirrhiniens tandis que la tige de l'artère stapédienne a été réduite chez les haplorrhiniens.